# Чулан

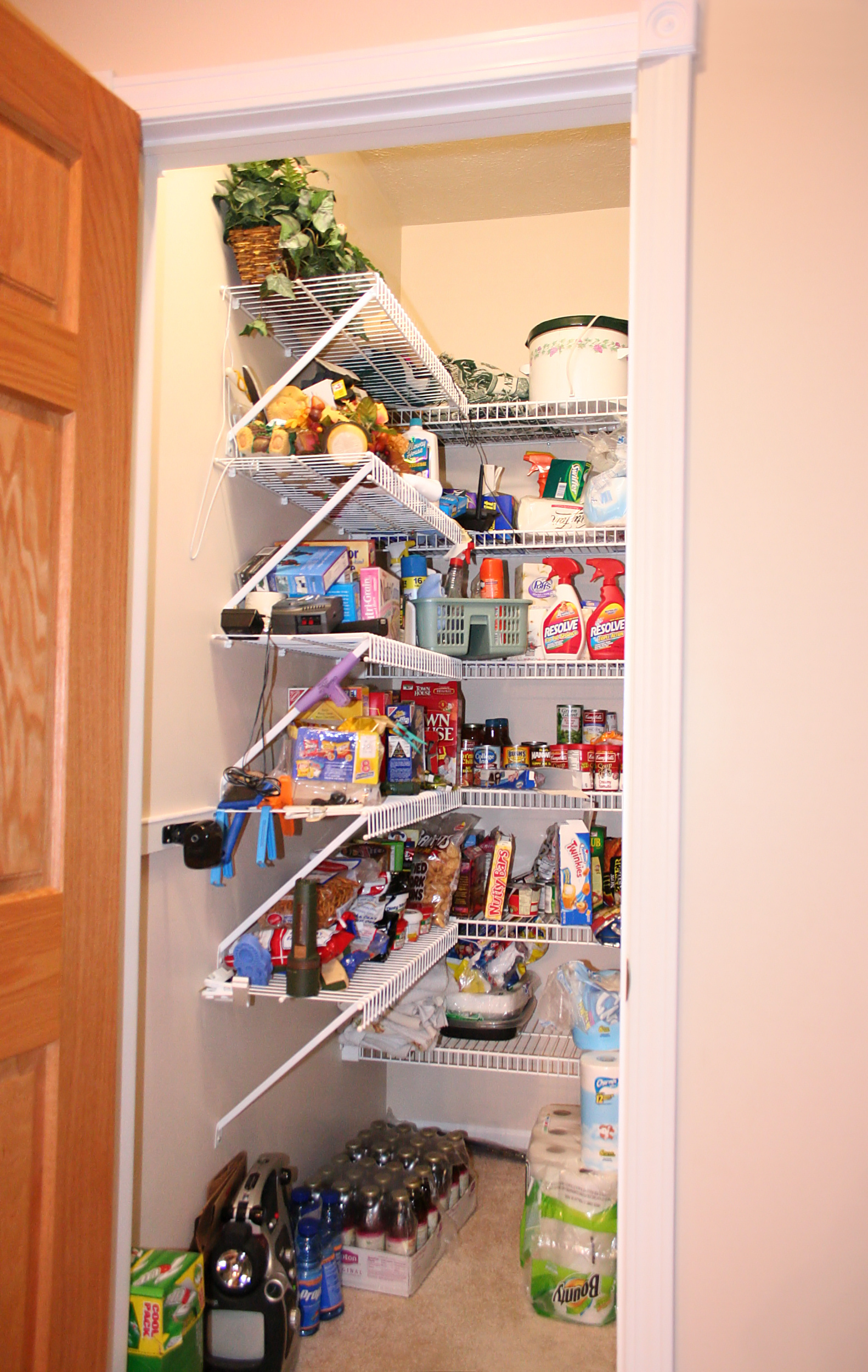
Чулан на кухне в американском доме

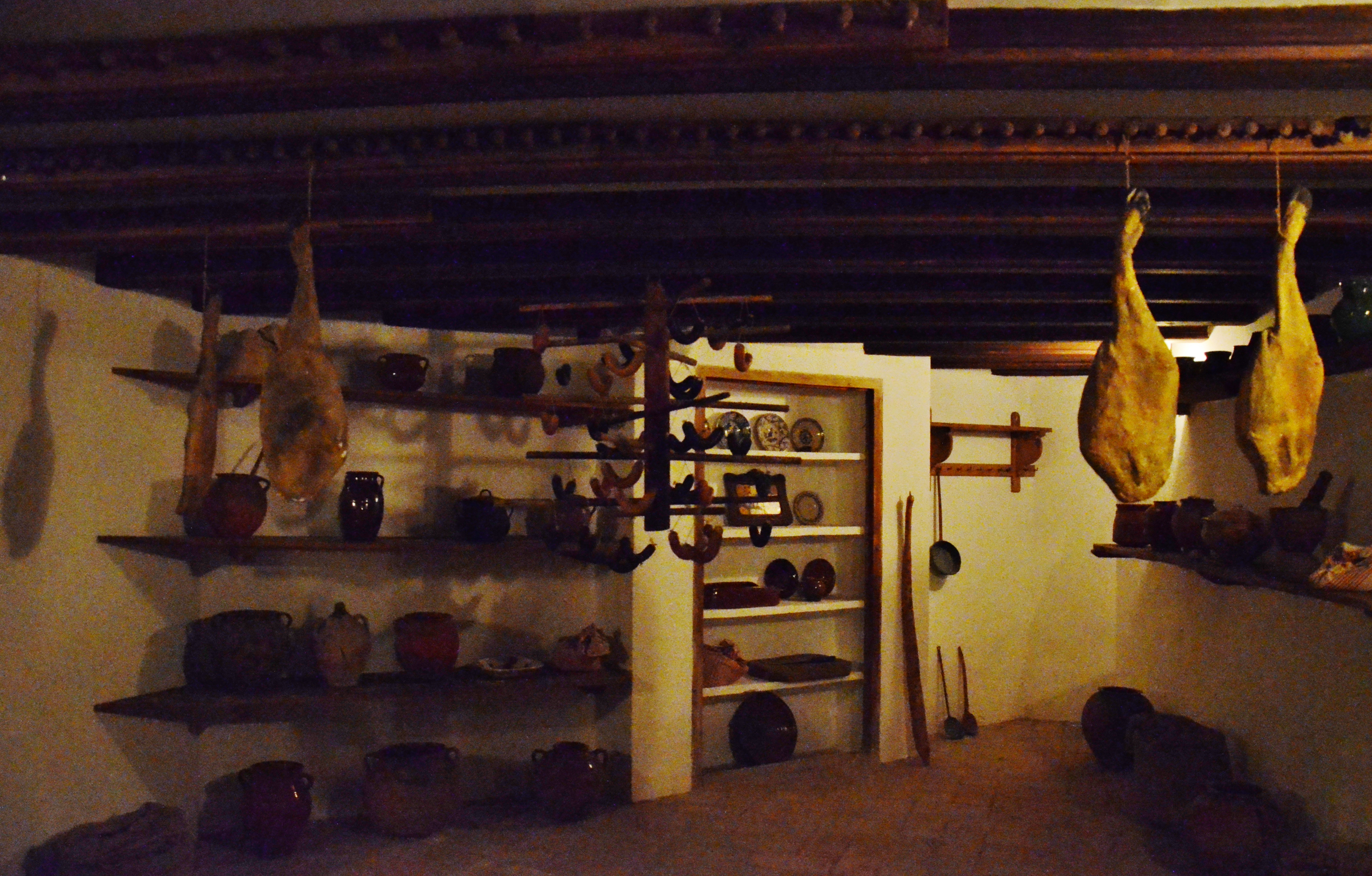
Чулан XIX века в Романтическом музее Кан Папиол в Виланова-и-ла-Желтру

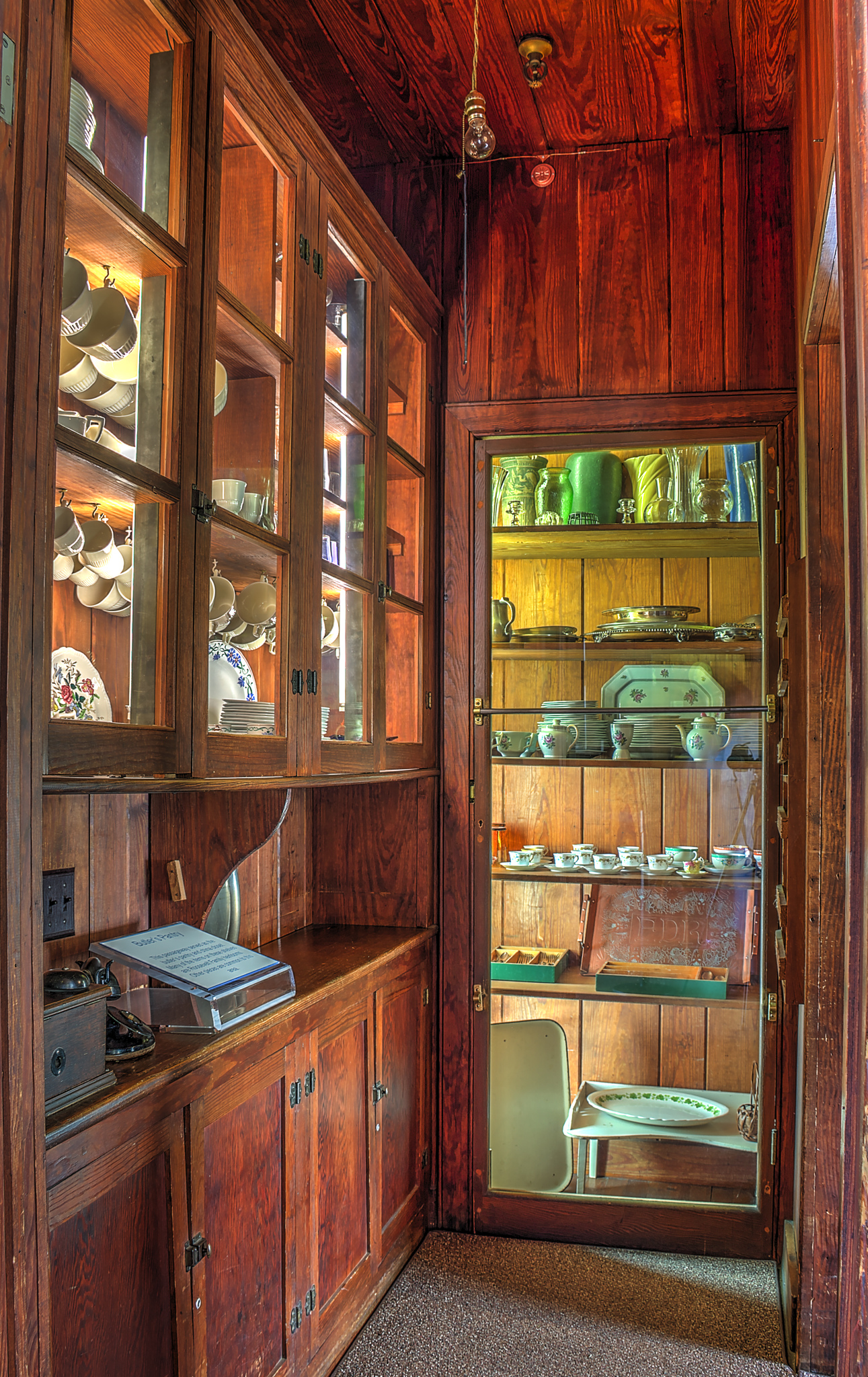
Чулан дворецкого в Литтл Уайт Хауз

Чула́н, или кладовая, или кладовка — подсобное помещение хозяйственного назначения, предназначенное для хранения продуктов питания длительного хранения, вещей, предметов быта.

## Описание
В избе чулан отделяется специальной перегородкой, не доходящей до потолка и укреплённой на особом брусе. Холодная кладовая в сенях, отделённая от них сплошной стеной, также называется чуланом. В ней хранятся продукты питания, скарб. В летнее время она может использоваться как спальня.
Чуланы иногда устраивают в городских жилищах.

## Типы

### Азиатская кладовая

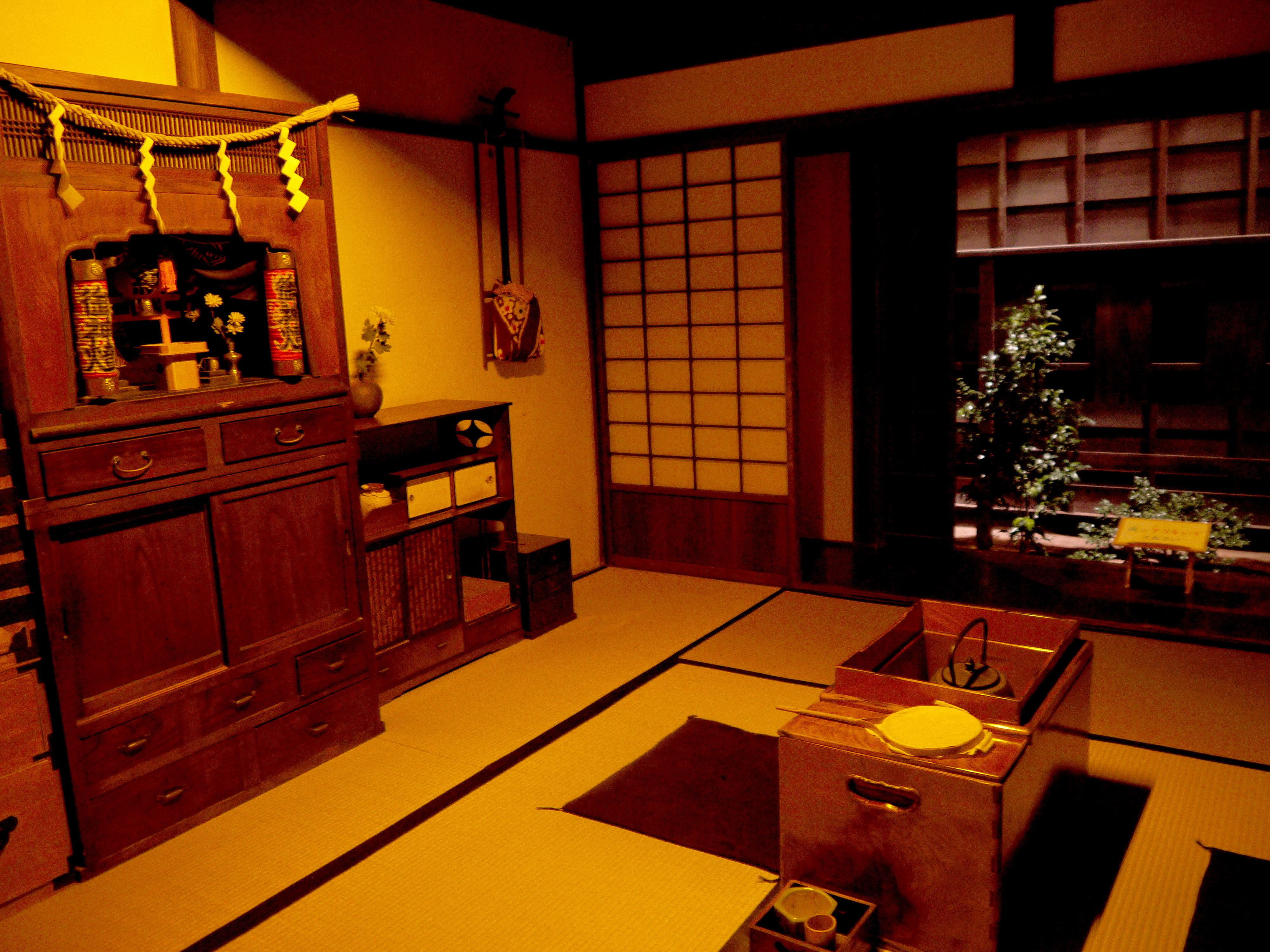
Мидзуя тансу в купеческом доме от Эдо до Мэйдзи. (Музей Фукагава Эдо)

Традиционно кухни в Азии были более открытого формата, чем кухни на Западе. Функцию кладовой выполняли в основном деревянные столярные изделия. Например, в Японии кухонный шкаф называется «мидзуя тансу». Существенная традиция обработки дерева и краснодеревщика в целом развивалась в Японии, особенно в период Токугава. Было создано огромное количество дизайнов тансу (сундуков или шкафов), каждый из которых был адаптирован для той или иной цели.
Идея очень похожа на шкаф-буфет, с широким спектром функций, обслуживаемых конкретными дизайнерскими инновациями.

### Кладоваядворецкого
«Кладовая дворецкого» — подсобное помещение в большом доме, в основном используется для хранения предметов сервировки, а не пищи. Традиционно кладовая дворецкого использовалась для чистки, подсчета и хранения серебра; Европейские дворецкие часто спали в кладовой, поскольку их работа заключалась в хранении серебра под замком. Там же могли храниться бухгалтерские книги торговца и винный журнал. Комната будет использоваться дворецким и другим домашним персоналом; её часто называют кладовой дворецкого, даже в тех семьях, где нет дворецкого.
В современных домах кладовые дворецкого обычно расположены в переходных пространствах между кухней и столовой и используются в качестве промежуточных площадок для подачи блюд. Они обычно содержат столешницы, а также места для хранения свечей, сервировочных предметов, столового белья, посуды и других предметов для столовой. Более современные версии могут включать посудомоечные машины, холодильники или раковины.
Кладовые дворецкого стали популярными в последнее время.

### Холодная кладовая
Некоторые продукты, такие как масло, яйца, молоко и т. п. требуется хранить в прохладном месте. До того как стало доступно современное охлаждение, были популярны морозильные камеры. Однако проблема с морозильной камерой заключалась в том, что шкаф, в котором она находилась, был большим, но фактическое охлаждаемое пространство было довольно маленьким, поэтому было предложено умное и новаторское решение — «холодная кладовая», которую иногда называют «калифорнийским холодильником».
Холодная кладовая обычно представляла собой шкаф или шкаф с решётчатыми полками (для циркуляции воздуха). Отверстие — рядом с верхом, выходящее наружу, либо через крышу, либо высоко в стене. Второе отверстие в нижней части также выходило наружу, но низко у земли и обычно на северной стороне дома, где воздух был прохладнее. По мере того, как воздух в кладовой нагревается, он поднимается вверх, вырываясь через верхнее вентиляционное отверстие. Это, в свою очередь, втягивало более холодный воздух из нижнего вентиляционного отверстия, обеспечивая постоянную циркуляцию более холодного воздуха. Летом температура в холодной кладовой обычно на несколько градусов ниже температуры окружающей среды в доме, а зимой температура в холодной кладовой будет значительно ниже, чем в доме.
Холодная кладовая была идеальным местом для хранения продуктов, которые не обязательно хранить в холодильнике. Хлеб, масло, сырники, яйца, выпечка и пироги были обычными продуктами питания, хранящимися в холодной кладовой. Овощи можно было приносить из корневого погреба в меньших количествах и хранить в холодной кладовой до использования. В холодильнике было много места, поэтому холодная кладовая была отличным местом для хранения свежих ягод и фруктов.